# Брезе-Виняры, Леопольд фон
Леопольд фон Брезе-Виняры, также Иоганн Леопольд Людвиг Брезе (нем. Johann Leopold Ludwig Brese, Leopold von Brese-Winiary; 4 сентября 1787, Берлин — 5 мая 1878, Берлин) — инженер, прусский генерал от инфантерии, принимал непосредственное участие в начальном строительстве фортификационного укрепления Познанской крепости и Форта Виняры в Познани.

## Биография
Леопольд Брезе обучался в Академии наук в Потсдаме. В начале XIX века вместе с генералом Карлом фон Грольманом и генералом Густавом фон Раухом участвовал в проектировании Познанской крепости. В 1828 году спроектировал Форт Виняры. Его именем были названы три бастиона Познанской крепости. С 1842 года занимался проектированием крепости в Кенигсберге, крепости Бойен в сегодняшнем Гижицко и крепости Свинемюнде (в сегодняшнем Свиноуйсьце).
В 1849 году после ухода на пенсию Эрнста фон Астера стал его преемником на посту начальника корпуса прусских военных инженеров. В 50-е годы XIX столетия под его руководством были построены форпосты и укреплённые железнодорожные мосты в Мальборке, Диршау и Миндене. C 1849 по 1860 год был инспектором крепостей в Пруссии. В 1854 году ему был присвоен графский титул с наименованием фон Брезе-Виняры.
В 1860 году ушёл на пенсию.

## Награды
- 1 июля 1860 года был награждён Орденом Чёрного орла.